# Diamantes de Sangue: Corrupção e Tortura em Angola
Diamantes de Sangue: Tortura e Corrupção em Angola é um livro publicado em Portugal pelo jornalista Rafael Marques de Morais na sequência de anos de investigação. O autor denunciou um padrão de violações sistemáticas dos direitos humanos e descreveu centenas de casos de tortura, assassinatos e violações sistemáticas de direitos humanos a que estão sujeitas as populações locais. Para benefício dos que exploram os diamantes, as populações são mantidas em condições de escravatura, sendo torturadas, assassinadas, roubadas e impedidas de manter quaisquer atividades de auto-subsistência.
Os casos detalham o envolvimento de efectivos das Forças Armadas Angolanas (FAA) e da Teleservice, uma empresa privada de segurança ao serviço da Sociedade Mineira do Cuango (SMC), concessionária de diamantes na bacia do Cuango, como executores da vaga de crimes reportados. Num episódio documentado no livro Diamantes de Sangue: Corrupção e Tortura em Angola, uma testemunha relata o massacre de 45 mineiros que foram enterrados vivos quando soldados das FAA fizeram desabar uma mina onde os garimpeiros se encontravam. Num outro massacre, 22 n foram executados, sumária e arbitrariamente, por soldados das FAA.
Na sequência da publicação do livro, o autor apresentou uma queixa-crime à Procuradoria-Geral da República (PGR), em Luanda, contra nove generais, na sua qualidade de sócios da SMC e da Teleservice. O investigador denunciou os generais, sócios e gestores das referidas empresas, como sendo autores morais de crimes contra a humanidade.